# Portrait d'un médecin militaire
Portrait d'un médecin militaire est un tableau peint par Albert Gleizes en 1914 à Toul. Cette huile sur toile cubiste représente Mayer Simon Lambert, un médecin militaire de la Première Guerre mondiale. Elle est conservée au musée Solomon-R.-Guggenheim, à New York.

## Expositions
- Le Cubisme, Centre national d'art et de culture Georges-Pompidou, Paris, 2018-2019.